# El Carrizo, Copala
El Carrizo är en ort i Mexiko.   Den ligger i kommunen Copala och delstaten Guerrero, i den södra delen av landet, 300 km söder om huvudstaden Mexico City. El Carrizo ligger 31 meter över havet och antalet invånare är 507.
Terrängen runt El Carrizo är platt åt sydväst, men åt nordost är den kuperad. Runt El Carrizo är det ganska tätbefolkat, med 54 invånare per kvadratkilometer. Närmaste större samhälle är Copala, 6,2 km sydost om El Carrizo. Omgivningarna runt El Carrizo är en mosaik av jordbruksmark och naturlig växtlighet.